# 佑民寺

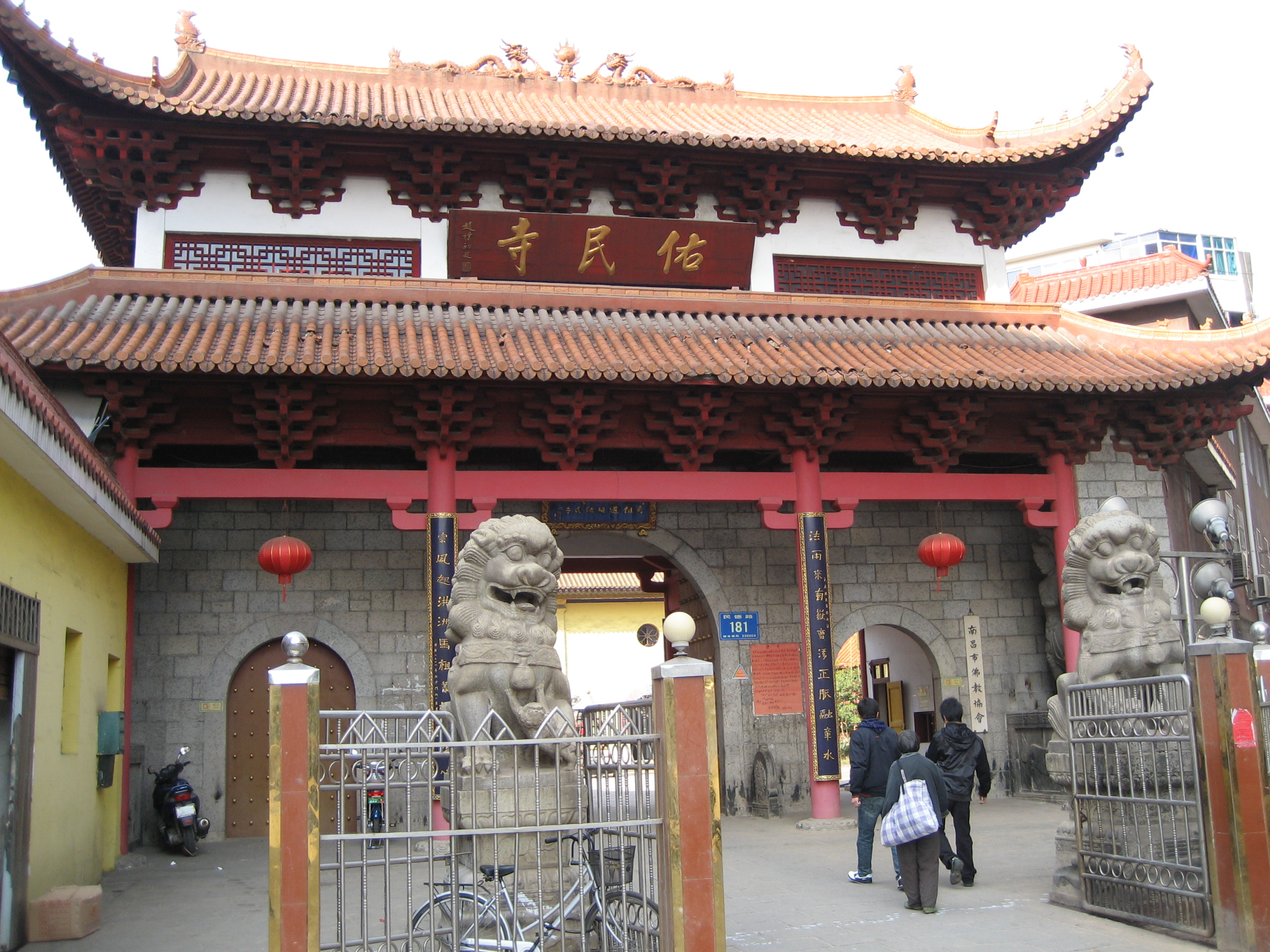
佑民寺正门

佑民寺是江西省南昌市的一處佛寺。其位於八一公園的北面，東湖的東岸。全寺始建於南朝梁天監年間（公元503年），先後重建七次，多次易名。

## 历史

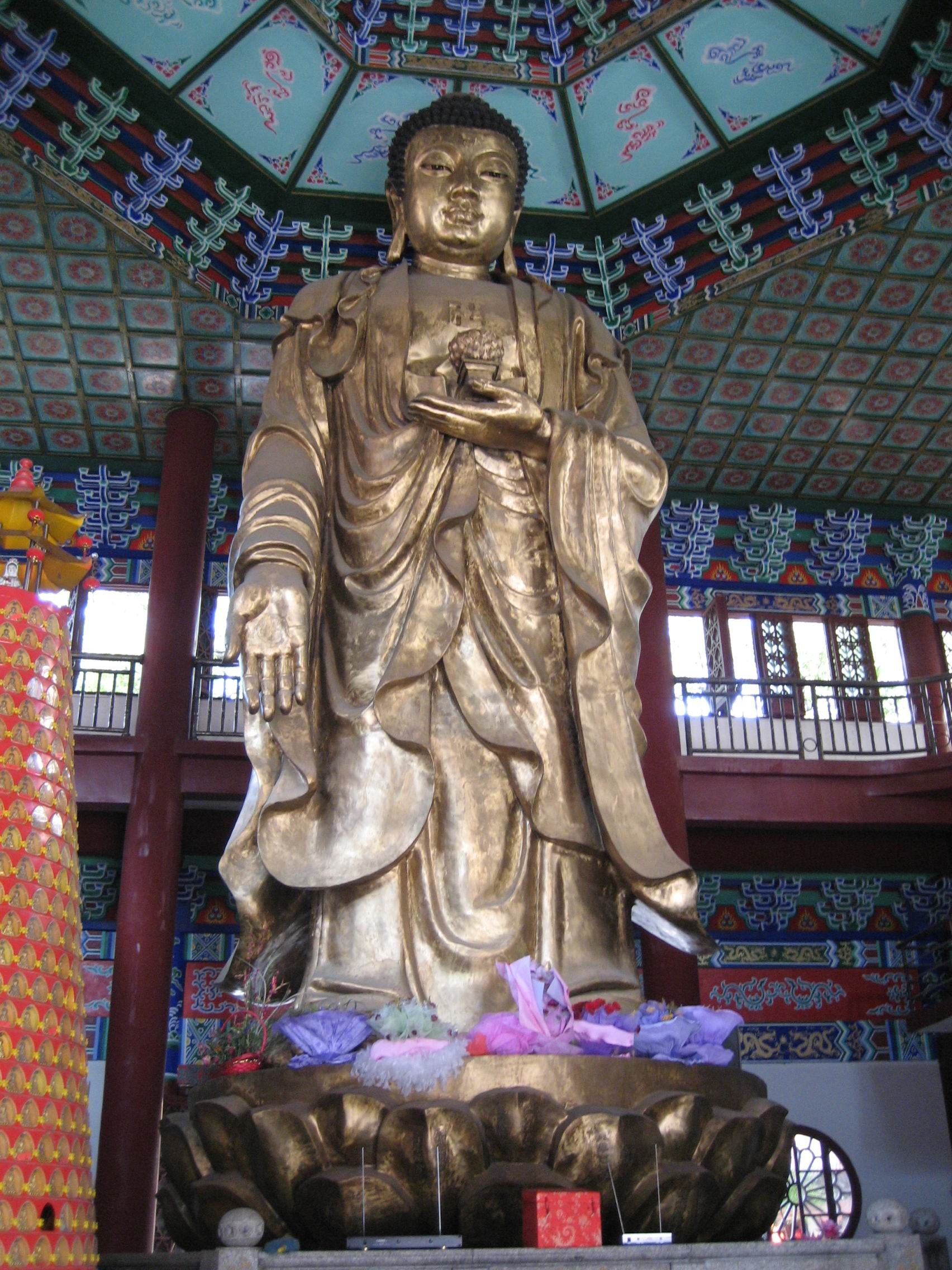
重铸的接引铜佛

據乾隆版的《南昌府志》記載，南朝時期的佑民寺為豫章王蕭綜之師葛鱘所捐之宅。起初名曰上蘭寺。天監年間，宅旁之井內「蛟斗甚激，豫章王蕭綜造大佛一尊，以鎮蛟龍。」因此太清元年（公元547年），葛鱘捐宅建寺，供奉鎮蛟大佛，寺院也因之改名為大佛寺。
唐朝開元年間，大佛寺改名開元寺。大曆四年（公元769年），禪宗高僧馬祖道一造訪寺院，同時講經說法。因此四方信徒雲集洪洲，馬祖道一收入室弟子139人，這一時期的開元寺成為江南的佛學中心。據《中朝佛教文化交流史》記載，開元年間初期，有新羅僧人金大悲居住于寺內。大曆年間，洪州一度改名鍾陵。大曆八年（公元773年），禪宗八祖之尊的釋道一住入寺內，在寺內弘法長達15年。
唐朝以後，寺院建築多次毀而又修，同時曾多番更名，如承天寺、能仁寺、永寧寺。
清朝順治年間，寺院更名為佑清寺。嘉慶年間，寺院後殿鑄一尊銅製接引佛，高1.6丈，重三萬六千斤，因此南昌民謠有說「南昌窮是窮，還有三萬六千銅」。但寺中寺及諸銅佛在文革中被毀，僧人被驅出山門，寺院建築被其他單位與個人佔有。

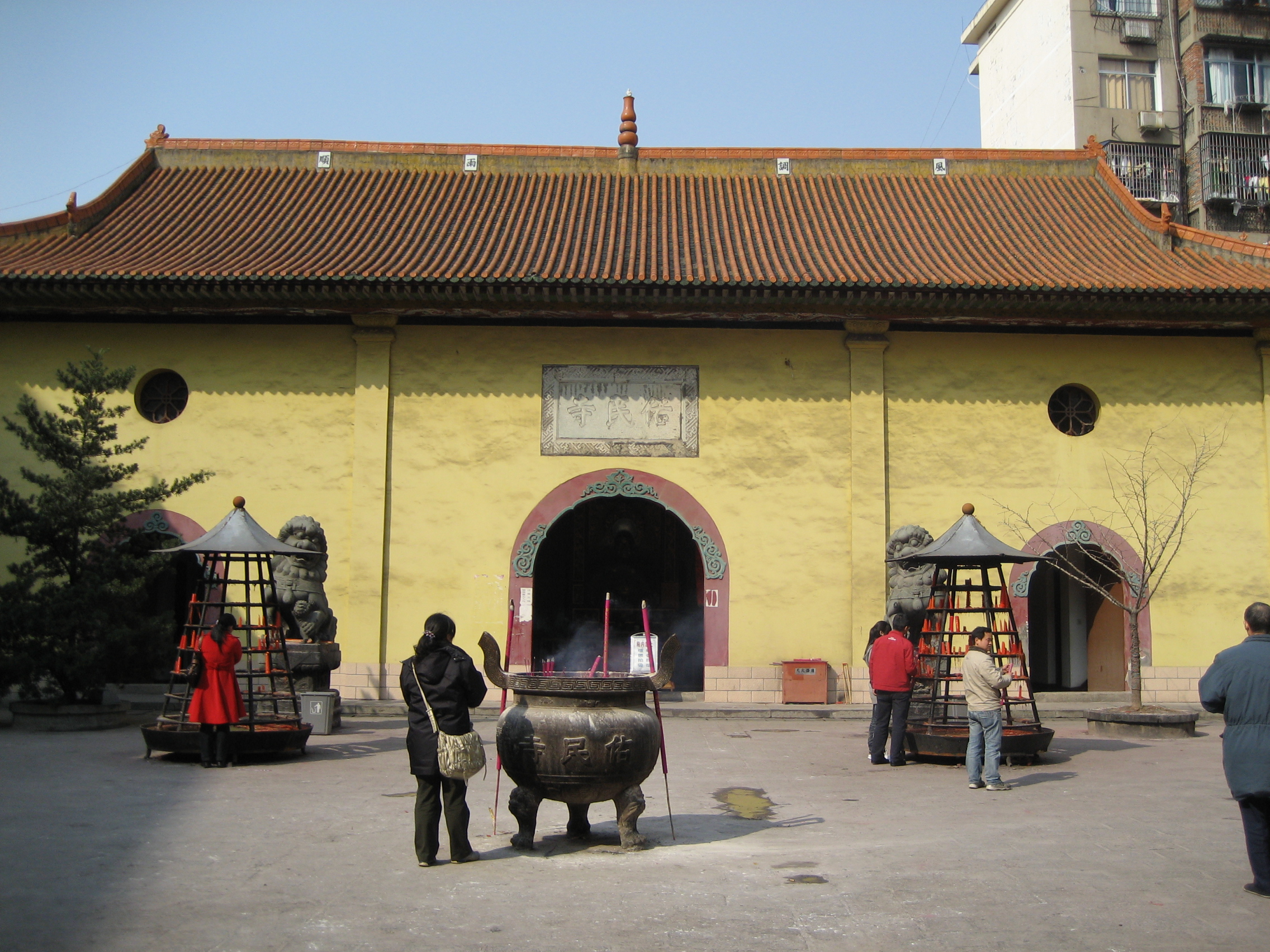
重建时将残存的山门改建而成的天王殿

中華民國初年，佑清寺被軍閥佔為營房。後國民革命軍軍隊將寺內殿宇划作軍火庫，成為禁區，僧人被驅逐。期間寺內火藥數次爆炸，寺內建築遭到破壞。1927年，「南昌起義」戰鬥期間，起義軍攻打國民革命軍彈藥庫——佑清寺。1929年，南昌居士姚國美、曾非歟等與南海行宮住持恆定和尚一起捐資募款以修復佑清寺。姚國美捐出診金數萬元，合眾重修大雄寶殿，改建山門，復建念佛堂，重塑佛像等。姚國美還在山門右側房開設診所，用藥金供給寺中香火。山門左側房則為佛經流通處。寺內西側還建有花崗岩結構的四層四角形鐘樓，原普賢寺內的銅鐘被安置於其上。修復完工後，姚國美等倡議改寺名為「佑民寺」。後來，姚國美等在念佛堂成立南昌居士林（又名「覺集念佛林」）。此後，釋慈舟、釋印光和居士梅光羲等先後入寺講經。西藏諾那呼圖克圖及其弟子貢噶上師也在寺內啟壇，灌頂傳道。
1986年9月，佑民寺着手重建。至1991年初，山門、天王殿、大雄寶殿、藥師殿、鐘樓先後竣工。 南昌「三寶」（佑民寺銅佛、鐘樓銅鐘、普賢寺鐵象）中唯一倖存的銅鐘（鑄于南唐年間，重10064斤）現被安置於鐘樓內。1995年重铸接引铜佛。

## 逸聞
傳說朱元璋曾微服佑民寺，寺僧再三追問其姓名，朱元璋大為惱火，便題詩一首于殿壁上，曰：「余盡江西數萬兵，腰間寶劍摁留腥。野僧不識山河主，只管叨叨問姓名。」題罷便擲筆而去，並說要嚴懲寺僧。寺僧甚懼，正好一雲遊僧夜宿於此，其將壁上的原詩抹掉，另題一首，曰：「御筆題詩不敢留，留時惟恐鬼神愁；好將江水頻頻洗，猶有毫光射鬥牛。」而後當朱元璋準備問罪之時，閱過新詩後便不再追究了，並贊「寺內大有人在」。